# سواری با هم
سواری با هم (به انگلیسی: Ride Along) فیلمی اکشن به کارگردانی تیم استوری است که در سال ۲۰۱۴ اکران شد.

## خلاصه داستان
یک نگهبان پر حرف به مدت ۲۴ ساعت باید در کنار یک پلیس خشن حضور پیدا کند، اما در طی این ۲۴ ساعت پای یک خلافکار قدیمی که آن پلیس مدتها دنبالش بوده، به داستان باز می‌شود و…